# Borinka
Borinka (hongrois : Pozsonyborostyánkő) est un village de Slovaquie situé dans la région de Bratislava.

## Histoire
Première mention écrite du village en 1273.

## Démographie

### Évolution de la population
| Année:               | 1994. | 2004.    | 2014.    | 2024.    |
| -------------------- | ----- | -------- | -------- | -------- |
| Nombre de personnes: | 426   | 512      | 732      | 904      |
| Différence:          |       | +20,18 % | +42,96 % | +23,49 % |

| Année:               | 2023. | 2024.   |
| -------------------- | ----- | ------- |
| Nombre de personnes: | 915   | 904     |
| Différence:          |       | -1,20 % |

## Politique
| Nom          | Parti politique      | date de l'élection | Fin du mandat |
| ------------ | -------------------- | ------------------ | ------------- |
| Milan Maxian | Candidat indépendant | 02.12.2006         | décembre 2010 |